# أسل صغير الأزهار
أسل صغير الأزهار (الاسم العلمي: Juncus meianthus) نوع نباتي يتبع جنس الأسل وينتمي إلى الفصيلة الأسلية.